# David IV (catholicos)
David IV de Vagharchapat ou  Vałaršapatec‘i (en arménien Դավիթ Դ Վաղարշապատցի ; mort en 1633) est Catholicos de l'Église apostolique arménienne de 1587 à 1629.

## Biographie
Né à Etchmiadzin et moine, David IV commence sa carrière en 1579 comme coadjuteur du Catholicos Grégoire XII de Vagharchapat (1570-1587). À la mort de ce dernier, il lui succède comme Catholicos, après le renoncement du coadjuteur Arakel de Vagharchapat (1575-1579) qui préfère se retirer dans un couvent.
Dès 1593 il s’adjoint comme coadjuteur Melchisédech, l'évêque de Garni (1593-1628), avec qui il partage la gestion du catholicossat d’Etchmiadzin pendant 35 ans. Les deux Catholicos souffrent d’une très mauvaise réputation dans l’historiographie religieuse arménienne.
Pour complaire aux autorités iraniennes, ils proposent de payer un tribut annuel supplémentaire de 2 000 pièces d’or. L’Église arménienne étant incapable de réunir une telle somme, ils auraient fait appel en 1602 au riche docteur et évêque d’Amid, Sérapion, afin qu’il devienne également coadjuteur. Craignant ensuite l’influence de ce dernier, ils se réfugient au monastère de Tatev, pendant que Sérapion est reconnu par la population sous le nom de Grégoire XIII.
David IV et Melchisédech Ier sont également jugés coresponsables de la mort de Grégoire XIII Sérapion qu’ils dénoncent aux Perses et qui meurt en 1606 des sévices infligés par la soldatesque iranienne, qui cherchait à lui extorquer ses trésors.
Melchisédech Ier s’oppose enfin au futur Moïse III de Tatev, qui bénéficie du soutien de l’Iran et qu’il chasse. Il cherche à imposer son propre neveu, le fils de sa sœur, Sahak IV de Garni, qu’il fait reconnaître lui aussi en 1624 comme coadjuteur de David IV. La candidature de Sahak IV est récusée par la cour d’Ispahan qui reconnaît Moïse III de Tatev comme Catholicos en 1628.
Melchisédech Ier s’était réfugié en 1624 en Galicie où vivait une forte population arménienne et, comme ses prédécesseurs Étienne V de Salmast et Michel Ier de Sivas, il n’hésite pas à reconnaître en 1626 la suprématie de l'Église romaine sur l’Église apostolique arménienne. À cette occasion, il déclare même avec emphase « être désormais illuminé par le soleil de Pierre et la lune de Paul ». Cette attitude le fait immédiatement considéré comme un apostat par les partisans de l’Église apostolique arménienne.
David IV se rend en vain à Ispahan pour plaider sa cause mais il doit se démettre en 1629 et meurt en 1633.
Sahak IV doit s’exiler à Constantinople. Il n’abandonne pas la partie et tente de se faire reconnaître comme « Catholicos des Arméniens de l’Empire ottoman » avec l’appui du Catholicos de Sis et du Patriarche arménien de Constantinople, qui obtiennent une lettre du sultan Mourad IV en ce sens. Sahak IV veut s’implanter à Amid, d’où il est chassé par la population ; il se retire en Géorgie. Il revient à Etchmiadzin après la disparition de Moïse III et meurt dans la misère en 1639.

## Sources
- (en) Mathieu de Tokat, traduction de Salomon Caesar Malan, The life and Times of St Gregory the Illuminator, Londres, Oxford, Cambridge, 1857, « II Of the Armenian Church », p. 45-46.
- Joseph Fr. Michaud et Louis Gabriel Michaud, Biographie universelle, ancienne et moderne, Paris, 1825, Tome XVII, p. 429, et Tome XXXIX, p. 501-502.